# Erich Bickel

Erich Bickel, 1955

Erich Bickel (* 5. März 1895 in Göttingen; † 28. Oktober 1963 in Zollikon) war ein Schweizer Ingenieur.
Bickel war ab dem Wintersemester 1943 Professor für metallische Werkstoffe, Werkzeugmaschinen und Fertigungstechnik an der ETH Zürich. Er war Mitinitiant der 1946 gegründeten Christlich-Jüdischen Arbeitsgemeinschaft (CJA).
Sein jüngerer Bruder war Wilhelm Martin Bickel, der Professor und Rektor der Universität Zürich war. Sein Großneffe ist Balthazar Bickel, ebenfalls Professor an der Universität Zürich.